# Oligoaeschna andamani
Oligoaeschna andamani är en trollsländeart som beskrevs av Chhotani, Lahiri och M 1983. Oligoaeschna andamani ingår i släktet Oligoaeschna och familjen mosaiktrollsländor. Inga underarter finns listade i Catalogue of Life.